# 볼린주
볼린주(우크라이나어: Волинська область)는 우크라이나 북서부에 위치한 주로 주도는 루츠크이며 면적은 20,144km2, 인구는 1,036,891명(2006년 기준)이다. 서쪽으로는 폴란드 루블린주, 북쪽으로는 벨라루스 브레스트 주, 동쪽으로는 리우네주, 남쪽으로는 리비우주와 접한다.
역사적으로 키예프 공국, 갈리치아-볼히니아 왕국, 리투아니아 대공국, 폴란드-리투아니아 연방의 지배를 받았고 1795년 러시아 제국의 지배를 받게 된다. 제1차 세계 대전 이후에는 폴란드 제2공화국의 영토가 되었지만 1939년 독일-소련 불가침 조약이 체결되면서 소련에 편입된다.